# Hermine Rheinberger
Hermine Rheinberger (Vaduz, 14 luglio 1864 – Mils bei Hall, 24 gennaio 1932) è stata una scrittrice e poetessa liechtensteinese, prima autrice donna del suo paese.
Nella seconda metà dell'Ottocento è stata una figura di spicco della letteratura del Liechtenstein, grazie alle sue poesie ispirate alla cultura popolare del suo paese e al suo romanzo storico Gutenberg-Schalun.

## Biografia

### Giovinezza
Hermine Rheinberger nacque il 14 luglio 1864 a Vaduz. Era la maggiore di quattro figli nati da Peter Rheinberger (1831-1893), un ingegnere civile e ufficiale dell'esercito, e Theresia, nata Rheinberger (1834-1901), cresciuta con due sorelle: Olga (1865-1916) ed Emma (1868-1943) – e un fratello, l'artista e architetto Egon Rheinberger (1870-1936). Suo zio paterno fu il famoso compositore e organista Josef Gabriel Rheinberger e un suo cugino fu l'illustratore Ferdinand Nigg.
Durante la sua infanzia Hermine coltivò gli interessi per la storia e la letteratura, scrivendo poesie, dalla fine degli anni settanta, ispirate alla natura e alla cultura del Liechtenstein, venendo sostenuta nelle sue ambizioni letterarie principalmente dal fratello e dal cugino. Venne istruita dal 1871 al 1877 alla scuola elementare di Vaduz e fino al 1881 all'istituto Gutenberg, una scuola religiosa per sole donne situata presso l'omonimo castello di Balzers.

### Carriera
Tra il 1890 e il 1891 si dedicò alla stesura della sua opera principale, il romanzo storico Gutenberg-Schalun, che venne pubblicato pochi anni dopo a Coira nel 1897. L'opera, il cui inizio è ambientato nel 1308 nei pressi del passo di Sankt Luzisteig,  è incentrata sul folclore correlato alla lingua alto-tedesca media. Per scriverlo Hermine si occupò di cercare le fonti storiche da autodidatta e una volta pubblicato ricevette un prestigioso successo soprattutto a livello nazionale, ottenendo anche il riconoscimento del principe Giovanni II.

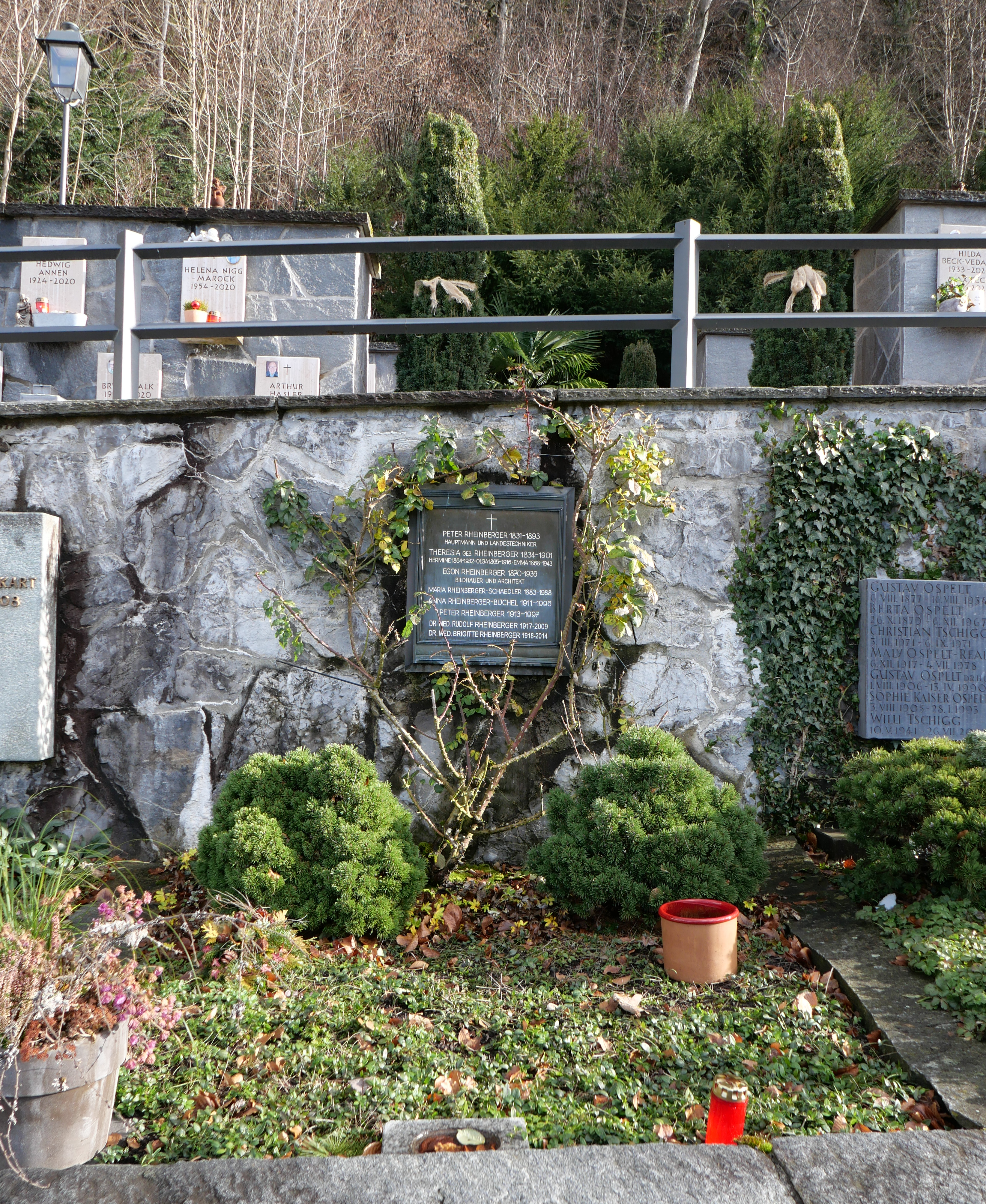
La tomba di famiglia nel 2024.

Con la pubblicazione del suo romanzo Hermine divenne la prima donna liechtensteinese a pubblicare un'opera letteraria, dando inizio, all'interno della piccola nazione, al genere letterario del romanzo storico.

### Malattia e morte
Hermine Rheinberger continuò a dedicarsi alle sue attività letterarie finché la salute glielo concesse. Smise infatti di scrivere quando contrasse l'encefalite dopo essersi ammalata d'influenza, nel 1898.
Inizialmente venne curata fra le mura domestiche, poi si trasferì in un ospedale gestito da suore, tra cui una sua zia, a Zams, in Austria. Infine venne curata all'ospedale dell'università di Innsbruck e nel 1899 iniziò a soggiornare nell'istituto San Giuseppe di Mils bei Hall, dove morì anni dopo il 24 gennaio 1932, all'età di 67 anni.
Trovò la sua ultima dimora nel cimitero di Vaduz. I suoi genitori e fratelli sono sepolti nella stessa tomba.

## Opere
- Gutenberg-Schalun, 1897, romanzo storico, Coira, H. Fiebig, OCLC 252443153[9]
- Gutenberg-Schalun: una storia del XIV secolo (Gutenberg-Schalun: eine Geschichte aus dem 14. Jahrhundert, 1980), romanzo storico, Vaduz, Gassner, OCLC 882643312[10]